# Campeonato Fluminense 1978
In 1978 werd het 64ste en laatste Campeonato Fluminense gespeeld voor voetbalclubs uit de Braziliaanse staat Rio de Janeiro. De competitie werd gespeeld van 23 september tot 26 november. Goytacaz werd kampioen. Na dit seizoen werd de competitie ontbonden en gingen de clubs in het Campeonato Carioca spelen. Hoewel de staat Rio de Janeiro en de staat Guanabara al in 1975 fuseerden duurde het tot 1979 vooraleer de staatscompetities fuseerden omdat de bond van het Campeonato Carioca de clubs van het Campeonato Fluminense als zwak beschouwden. In 1979 werd een speciaal kampioenschap gespeeld, waarvoor de top vier van het Campeonato Fluminense zich plaatste. Aanvankelijk zou dit een laatste fase zijn op beide competities van 1978, maar later werd dit bestempeld als een speciaal kampioenschap en ging de gezamenlijke competitie met alle clubs van 1978 van start. 

## Eindstand
| Plaats | Club          | Wed. | W | G | V | Saldo | Ptn. |
| ------ | ------------- | ---- | - | - | - | ----- | ---- |
| 1.     | Goytacaz      | 10   | 6 | 3 | 1 | 15:5  | 15   |
| 2.     | Americano     | 10   | 5 | 3 | 2 | 13:6  | 13   |
| 3.     | Volta Redonda | 10   | 3 | 6 | 1 | 8:6   | 12   |
| 4.     | Fluminense    | 10   | 3 | 2 | 5 | 7:14  | 8    |
| 5.     | Niterói       | 10   | 2 | 3 | 5 | 7:15  | 7    |
| 6.     | Serrano       | 10   | 1 | 3 | 6 | 3:7   | 5    |

## Kampioen
| Campeonato Fluminense de 1978 |
| Vlag van Rio de Janeiro       |
| ----------------------------- |
| GOYTACAZ Kampioen (6° titel)  |